# Bishop's Cleeve
Bishop's Cleeve est une paroisse civile et un village du Gloucestershire, en Angleterre.